# غونار نيلسون (منافس ألعاب قوى)
غونار نيلسون (بالسويدية: Gunnar Nilsson)‏ هو منافس ألعاب قوى سويدي، ولد في 19 أغسطس 1889 في فيسبي في السويد، وتوفي بنفس المكان في 8 مارس 1948.

## وصلات خارجية
- غونار نيلسون على موقع أوليمبيديا (الإنجليزية)
- غونار نيلسون على موقع اللجنة الأولمبية السويدية (السويدية)